# 程應權
程應權（1788年10月8日—？年，乾隆五十三年九月初十日卯時－？年），字子衡，號小莊，江蘇省常州府武進縣（今屬常州市）人，清朝政治人物、詞人。

## 生平
由武進縣副貢生寄籍京師順天府。
道光五年（1825年）中式乙酉科順天鄉試第二十名舉人。
道光六年（1826年）中式丙戌科第二甲第四十八名進士出身。選翰林院庶吉士。
九年（1829年）四月，散館，授編修。卒於編修任上。

## 著作
- 《萍聚詞》一卷。收錄自己與裘琨鳴、蔣學沂、王曦、董士錫、張成孫、唐秉鈞、費開綬、蔣振南共九位常州詞派詞人相聚唱和詞九十三首。

## 家庭及關連
- 祖父：程鍔。
- 祖母：余氏。
- 父：程鵬。
- 母：屠氏。
- 正室：費氏。
- 有六子：
  - 程經。
  - 程縉。
  - 程組。
  - 程富。
  - 程疇。
  - 程留。